# Zóna zájmu (film)
Zóna zájmu (v anglickém originálu The Zone of Interest) je britsko-polský film režiséra Jonathana Glazera z roku 2023, který získal Oscara za nejlepší cizojazyčný snímek.

## Příběh
Zóna zájmu sleduje zdánlivě nerušený život ředitele koncentračního tábora v Osvětimi Rudolfa Hösse, jeho ženy Hedwigy a obyvatel a návštěvníků jejich domu, hostů a služebnictva. V jejich soukromých životech se nic významného neděje, pouze k nim doléhají přímo nebo nepřímo životy Židů transportovaných a likvidovaných za zdí koncentračního tábora. Jedinými významnými momenty jsou schválení nového krematoria od firmy Topf a synové a oslava narozenin. Hedwiga i služebnictvo se oblékají do pozůstatků po transportovaných Židech, pracovníci a vězni z tábora jim dovážejí uhlí, dřevo, potraviny a další suroviny. Jednoho dne obdrží Rudolf Höss zprávu, že bude přeložen do Oranienburgu, kde má velet v ústředí koncentračních táborů. Jeho žena, která si v Osvětimi zbudovala ráj na zemi s pěstěnou zahradou, bazénem a skleníkem, se rozhodne s dětmi zůstat v domě. V průběhu každodenních radostí i starostí k nim doléhají všudypřítomný hluk, zápach a chaos koncentračního tábora, výstřely, štěkot psů a dým z komínů.

## Obsazení
| Sandra Hüller     | Hedwiga Höss  |
| Christian Friedel | Rudolf Höss   |
| Imogen Kogge      | matka Hedwigy |
| Johann Karthaus   | Claus Höss    |
| Luis Noah Witte   | Hans Höss     |

## Výroba
Film Zóna zájmu připravoval režisér Jonathan Glazer řadu let. Po dokončení předchozího snímku Under the Skin v roce 2014 se dočetl o ještě nepublikovaném stejnojmenném románu spisovatele Martina Amise. Získal práva na zfilmování románu a věnoval dva roky rešerším a návštěvám muzea v Osvětimi, stejně jako archivů, kde pátral především po všedním životě rodiny Hössových.
Snímek vznikl v koprodukci USA, Velké Británie a Polska, veškeré scény byly natočeny na lokacích v Polsku, zejména v Osvětimi. Většina scén ve vile rodiny Hössových byla natočena v původní vile, kde rodina žila. Vzhledem k téměř dokumentárnímu stylu natáčení kameraman s režisérem vytvořili 30 stanovišť kamer v celém domě, který byl provrtán dírami tak, aby nebránil hercům v herecké akci. Jak uvádí režisér, plac natáčení připomínal „reality show Big Brother v nacistickém domě.“

## Ocenění
- Oscar za nejlepší cizojazyčný film a nejlepší zvuk v roce 2023
- Nejlepší film na cenách BAFTA[4]

## Zajímavosti
- Polská dívka, která v inverzních scénách nosí vězňům jablka, je inspirována tehdy dvanáctiletou Aleksandrou Bystroń-Kołodziejczyk, která jako členka Zemské armády (Armia krajowa) pomáhala odsouzeným. Stejně jako ve filmu dojížděla k táboru na kole a nalezla notové zápisy jednoho z vězňů.[3]

## Galerie

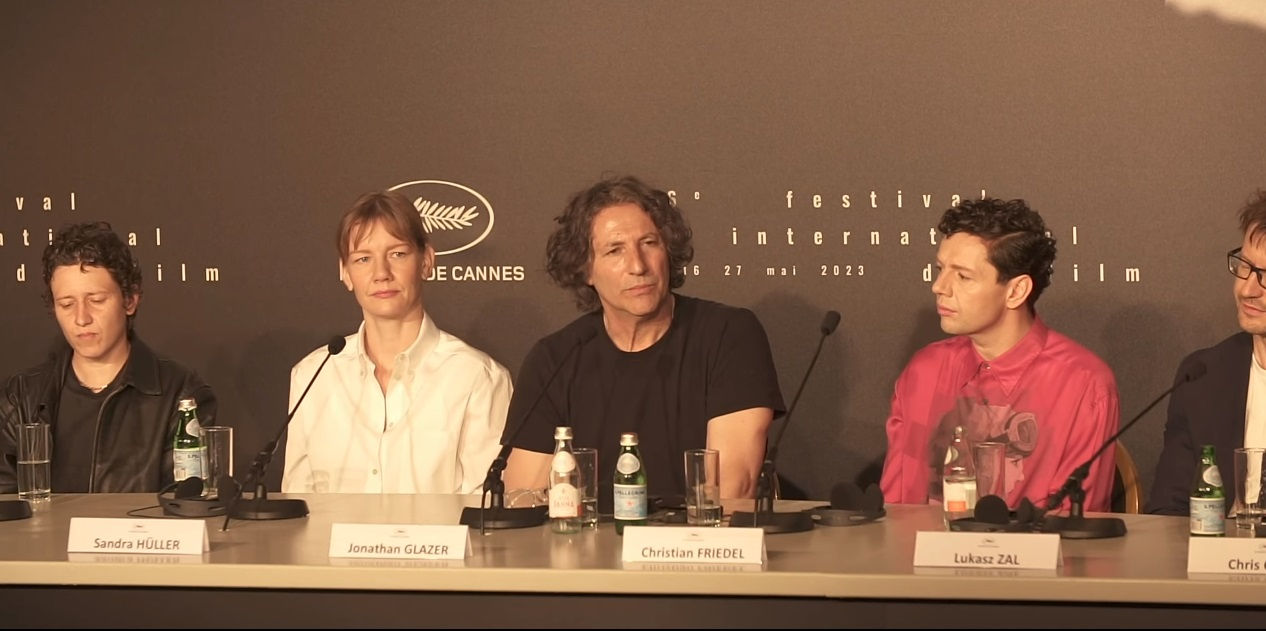
Tisková konference v Cannes 2023
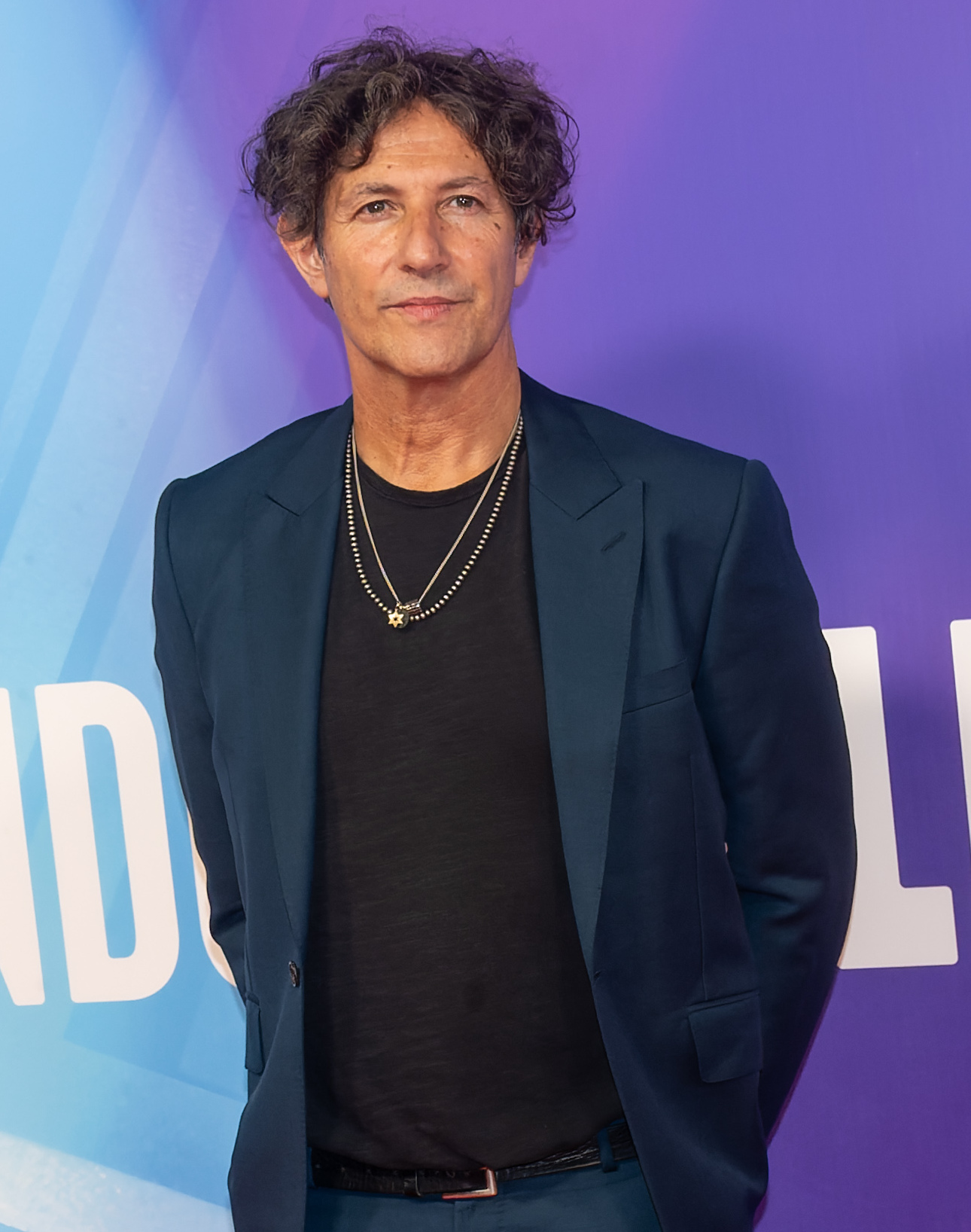
Režisér Jonathan Glazer
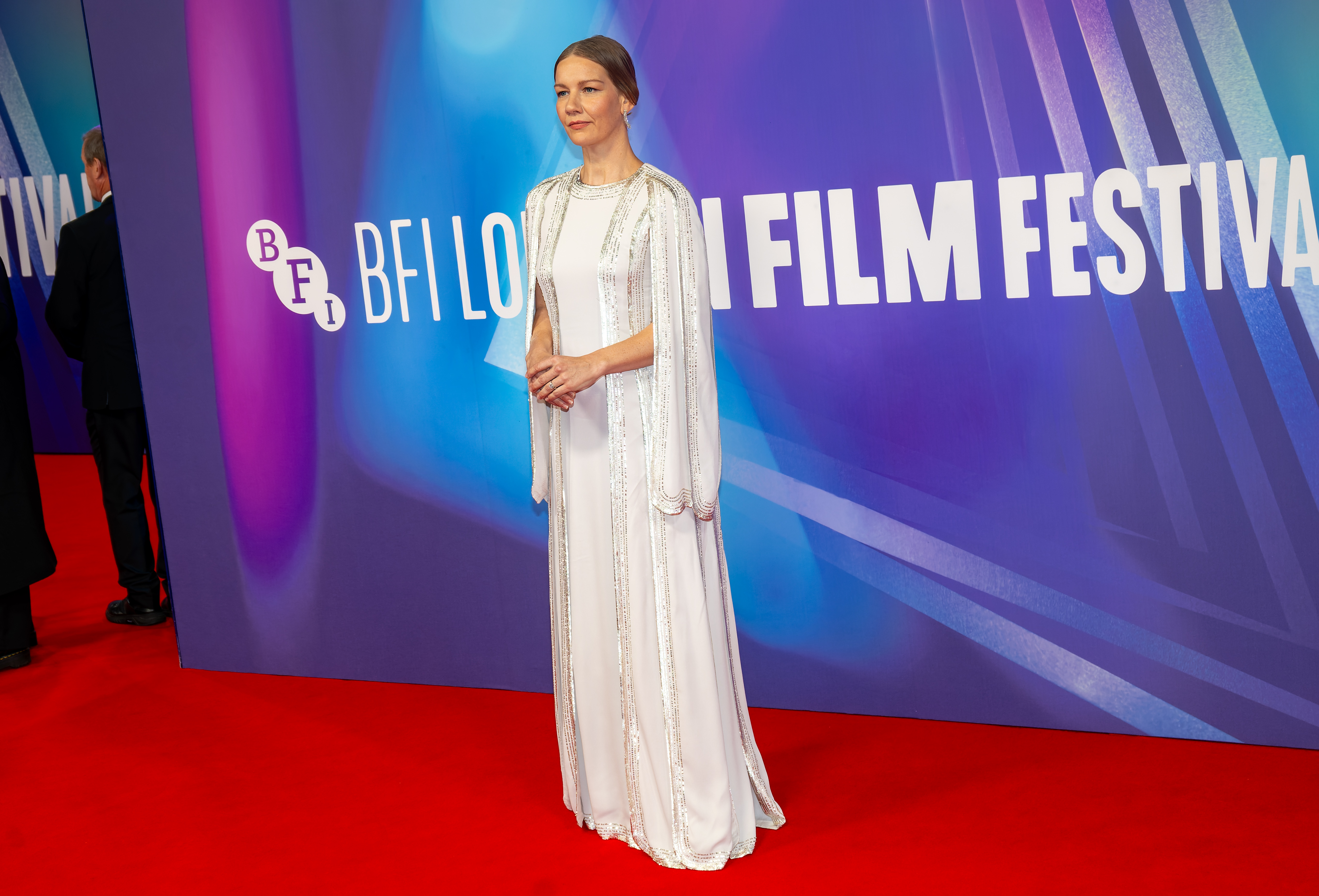
Sandra Hüller na BFI Film Festivalu
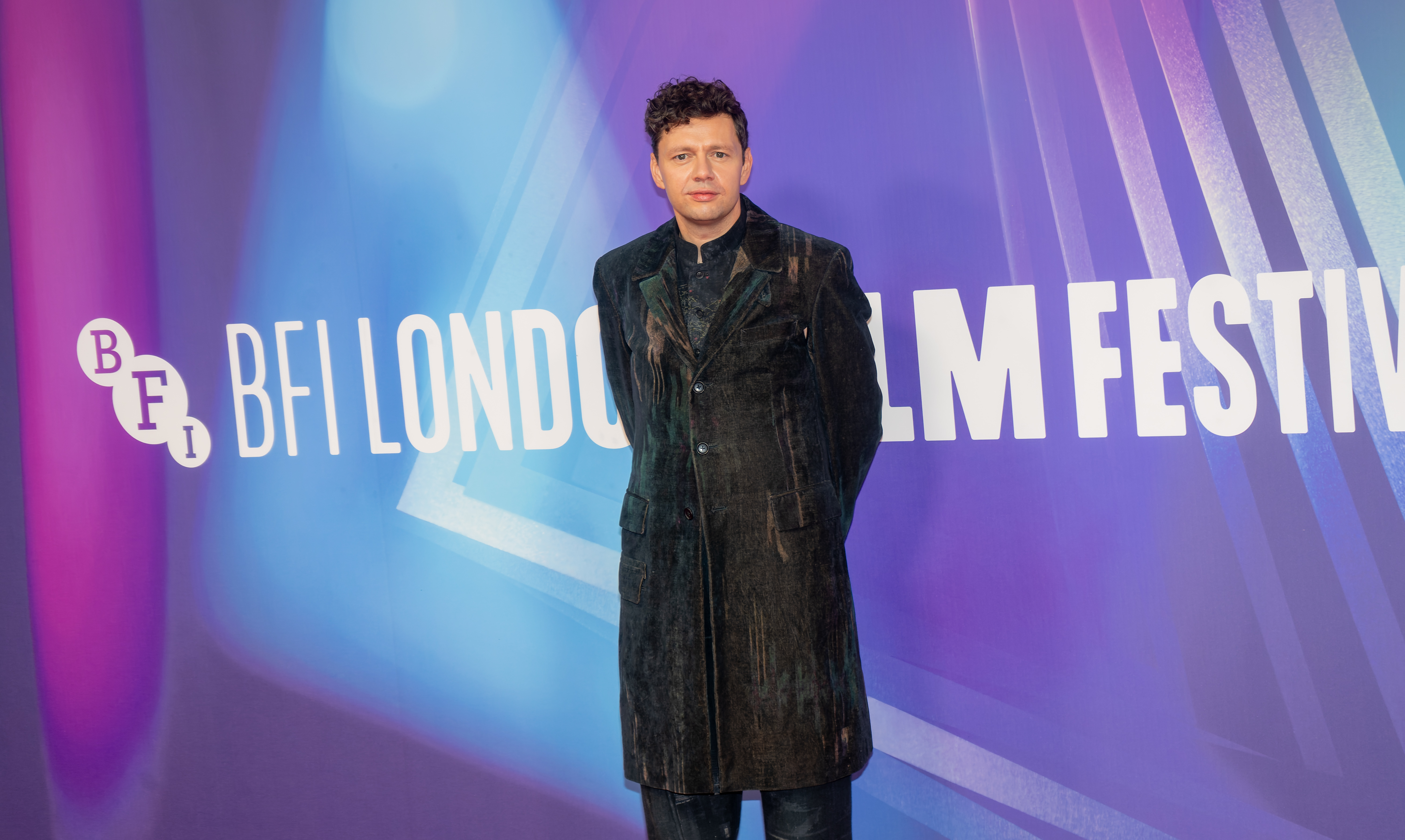
Christian Friedel na BFI Film Festivalu
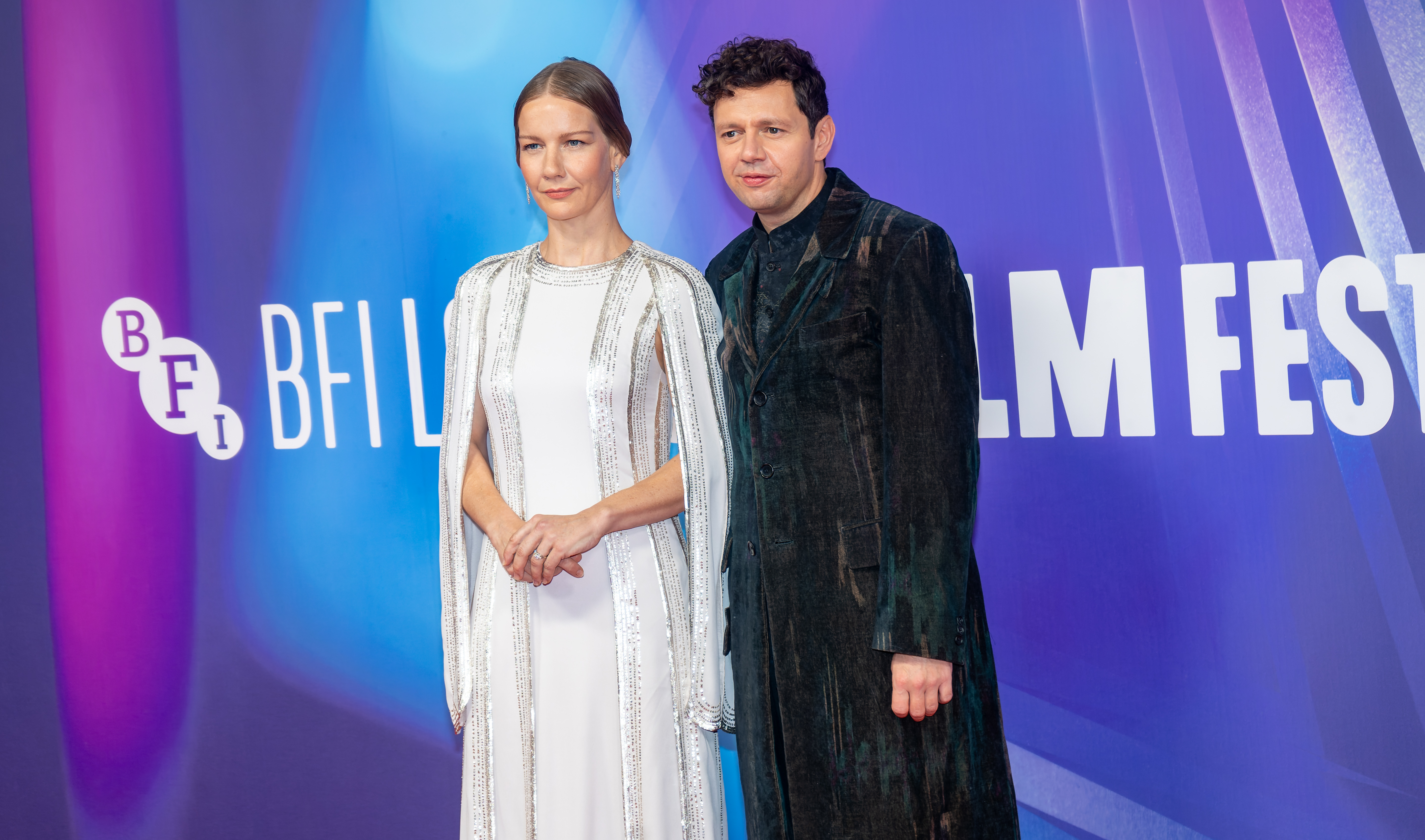
Představitelé hlavních rolí